# Mramor (Tuzla)
Pour les articles homonymes, voir Mramor.
Mramor (en cyrillique : Мрамор) est un village de Bosnie-Herzégovine. Il est situé sur le territoire de la Ville de Tuzla, dans le canton de Tuzla et dans la fédération de Bosnie-et-Herzégovine. Selon les premiers résultats du recensement bosnien de 2013, il compte 231 habitants.

## Géographie
Le village est situé sur les bords du Mramorski potok, un affluent de la rivière Jala.

## Démographie

### Évolution historique de la population dans la localité
| 1948 | 1953 | 1961 | 1971 | 1981 | 1991 | 2013 |
| ---- | ---- | ---- | ---- | ---- | ---- | ---- |
| -    | -    | 372  | 294  | 327  | 336  | 231  |

|  |

### Communauté locale
En 1991, la communauté locale de Mramor comptait 3 602 habitants, répartis de la manière suivante :